# Sleep and the Soul
Sleep and the Soul (deutsch Schlaf und die Seele) ist eine Sammlung von elf Science-Fiction-Kurzgeschichten des australischen Schriftstellers Greg Egan, veröffentlicht im Jahr 2023.

## Kurzgeschichten
- You and Whose Army? (2020)[3]
- This Is Not the Way Home (2019)
- Zeitgeber (2019)[4]
- Crisis Actors (2022)
- Sleep and the Soul (2021)
- After Zero (2022)
- Dream Factory (2022)
- Light Up the Clouds (2021)
- Night Running (2023)
- Solidity (2022)

## Auszeichnungen
This Is Not the Way Home war für den japanischen Seiun-Preis im Jahr 2021 nominiert gewesen. Light Up the Clouds erreichte den vierten Platz in Asimov's Readers Poll im Jahr 2022. Solidity erreichte den achten Platz des Locus Award für beste Novelette im Jahr 2023, den fünften Platz in Asimov's Readers Poll im Jahr 2023 und gewann den japanischen Seiun-Preis im Jahr 2024.

## Kritik
Russell Letson schreibt im Locus Magazine, beeindruckt zu sein, wie konsistent Greg Egan in seinen ethischen und sozialen Bedenken sei; bei seinen ruhelosen Verfolgungen von philosophischen Fragen; bei den teils abschreckenden Raffinessen seiner mathematischen, topologischen und kosmologischen Spekulationen; und den überraschenden Arten wie seine Vorstellung sich bei diesen Fragen verdreht. Selbst nach sieben Büchern an Kurzgeschichten und mehr als einem Dutzend Romanen und Novellen werden diese Variationen an Themen nicht langweilig. („struck by how consistent Egan has been in his ethical and social concerns; by his relentless pursuit of philosophical questions; by the sometimes daunting sophistication of his mathematical, topological, and cosmological speculations; and by the surprising ways he turns and re-turns his imagination to those questions. Even after seven volumes of short work (and more than a dozen novels and novellas) these variations on themes never get old.“)
Russel Letson schreibt weiter über die Titelgeschichte, dass diese ein intrigierendes Werk präsentiert als Alternativgeschichte sei, in welche der Jonbar-Punkt eine biologische Veränderung anstatt eine historische ist („an intriguing piece presented as an alternate history where the Jonbar point is a biological change, not a historical one“). Dabei sei die logische Ausarbeitung der Konsequenzen seiner zentralen Idee faszinierenend und die Geschichte reiße mit („Egan’s logical working out of the consequences of his central idea is fascinating, and the story is involving“).